# Centro de Recursos Fitogenéticos
El Centro de Recursos Fitogenéticos y Agricultura Sostenible (CRF) ejerce como banco de semillas nacional de España. Es un organismo dependiente del Instituto Nacional de Investigación y Tecnología Agraria y Alimentaria (INIA).

## Características

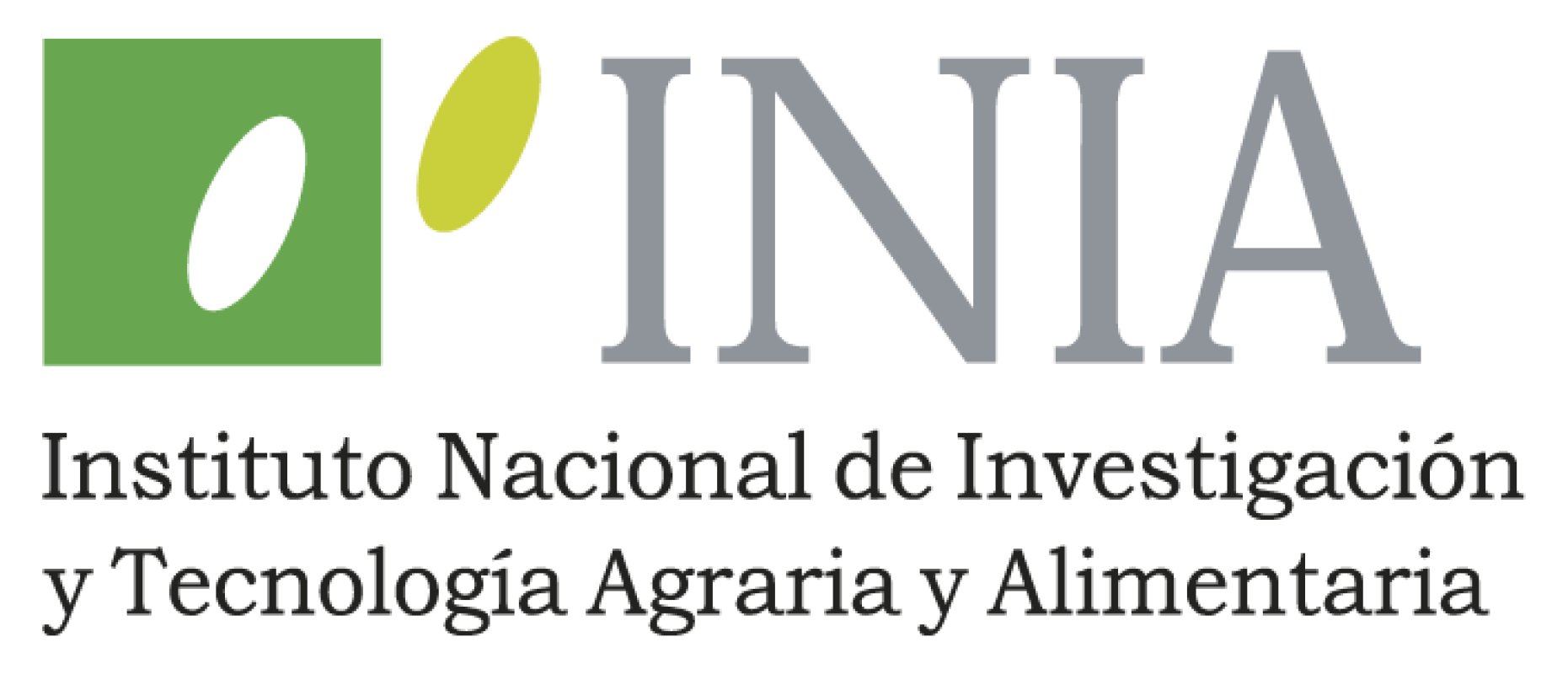
Logotipo del INIA.

Su sede se encuentra en la finca La Canaleja en Alcalá de Henares (Comunidad de Madrid). Conserva alrededor de 50 mil semillas, muchas de las cuales  son variedades muy antiguas que, a pesar de su calidad, ya no se producen en la agricultura industrializada por su baja rentabilidad, por desinterés o por desconocimiento. Sin embargo, el CRF abarca una red de colecciones duplicadas en municipios de las diecisiete comunidades autónomas. 
El Centro Nacional de Recursos Fitogenéticos y Agricultura Sostenible del Instituto Nacional de Investigación y Tecnología Agraria y Alimentaria (perteneciente al CSIC) tiene la responsabilidad de conservar y aprovechar la diversidad genética de especies, variedades y ecotipos vegetales autóctonos, así como de cultivares en desuso, especies silvestres y otros materiales conocidos colectivamente como "recursos fitogenéticos para la agricultura y la alimentación". Así, facilita el uso de este patrimonio genético en el ámbito agrícola y alimentario, ofreciendo a la sociedad el valioso legado de la agrobiodiversidad española, fundamental tanto para la innovación en el sector agroalimentario como para alcanzar los objetivos ambientales del desarrollo sostenible.
Los objetivos del CRF son: 
- Conservación de los duplicados de la Red de Colecciones. Colección base de semillas.
- Gestión del Inventario Nacional y Centro de documentación de la Red.
- Coordinación Nacional e Internacional.
- Asesoría y seguimiento Planes Actuación.
- Conservación y Caracterización de la Colección activa de cereales y leguminosas.

Por ser un organismo público, cualquier español puede solicitar gratuitamente semillas al banco para fines de jardinería o agricultura, recibiendo normalmente unos 5 gramos (alrededor de cien semillas de trigo). Para su conservación, las semillas se guardan en cámaras de congelación y antes de que finalice su capacidad germinativa se vuelven a multiplicar en el campo.

## Actividades de investigación
- Conservación y documentación de colecciones de germoplasma vegetal[5]
- Desarrollo de bioproductos de alto valor añadido a partir de aguas forestales mediante tecnología de microondas
- Colecciones inteligentes de recursos genéticos de leguminosas alimentarias para los sistemas agroalimentarios europeos
- Sembradora neumática de siembra directa